# Microsorum piliferum
Microsorum piliferum är en stensöteväxtart som beskrevs av V. N. Tu. Microsorum piliferum ingår i släktet Microsorum och familjen Polypodiaceae. Inga underarter finns listade.